# Plečnik (priimek)
Plečnik je priimek več znanih Slovencev:
- Andrej Plečnik (1866—1931), duhovnik, najstarejši brat v družini Plečnik
- Frančiška Plečnik (1914—2003), redovnica
- Janez Plečnik (1875—1940), medicinec patolog in anatom, univerzitetni profesor
- Jože Plečnik (1872—1957), arhitekt, univerzitetni profesor, akademik
- Marija Plečnik (s. Agneta) (1932—2017), redovnica